# Basketball Champions League 2019-2020
La Basketball Champions League 2019-2020 è la 4ª edizione della principale competizione europea per club di pallacanestro organizzata da FIBA Europe e si svolge dal 17 settembre 2019 al 4 ottobre 2020, dopo che l'originaria data della finale del 2 maggio fu posticipata a causa della pandemia di COVID-19.

## Formato
Partecipano alla stagione regolare 32 squadre, 24 qualificate direttamente e altre otto provenienti dai turni preliminari disputati da 24 compagini. La partecipazione alla Champions League avviene tramite il piazzamento nei campionati nazionali della precedente stagione secondo il ranking stabilito dalla FIBA, in caso che una squadra che ne abbia diritto rinunci, il suo posto può essere occupato sia da una squadra della stessa nazione che da quella di un altro paese.
Ogni squadra deve schierare un minimo di cinque giocatori di formazione nazionale nel caso porti a referto più di dieci giocatori, in caso contrario almeno quattro.
Da questa edizione le squadre classificatesi al quarto e quinto posto nei gruppi di Regular Season non hanno avuto più accesso alla FIBA Europe Cup.
Inoltre i turni dei sedicesimi di finale e i quarti di finale sarebbero dovuti essere disputati al meglio delle tre partite e non più con match di andata e ritorno, per poi disputare una Final Four con gare secche in unica sede. Tuttavia, in seguito all'emergenza dovuta alla pandemia di COVID-19, a causa dell'interruzione di tutte le attività sportive in Europa nella primavera del 2020, la FIBA il 31 marzo decise di modificare in corso la formula istituendo una Final Eight con ogni turno in gara secca da disputare dal 30 settembre al 4 ottobre 2020. Gara-3 dei due ottavi di finale tra Canarias Tenerife e Ostenda e tra Digione e Nižnij Novgorod, i quali vennero interrotti nella situazione di parità, verranno disputati prima della Final Eight in data da destinarsi.

## Partecipanti
Un totale di 48 squadre provenienti da 29 Paesi partecipano alla competizione. Con la rinuncia alla competizione della Pallacanestro Varese è stata inserita al primo turno turno di qualificazione il Benfica e il Mornar Bar è stato avanzato al secondo turno.
| Stagione regolare               | Stagione regolare      | Stagione regolare      | Stagione regolare      |
| ------------------------------- | ---------------------- | ---------------------- | ---------------------- |
| Ostenda (1º)                    | AEK Atene (3º)         | N.B. Brindisi (5º)     | Manresa (8º)           |
| Digione (3º)                    | Peristeri (4º)         | VEF Rīga (1º)          | Canarias Tenerife (9º) |
| Pau-Lacq-Orthez (5º)            | PAOK Salonicco (5º)    | Neptūnas Klaipėda (3º) | Gaziantep BŞB (5º)     |
| Strasburgo (6º)                 | H. Gerusalemme (3º)    | Włocławek (1º)         | Beşiktaş (6º)          |
| RASTA Vechta (4º)               | Hapoel Holon (5º)      | Nymburk (1º)           | Türk Telekom (7º)      |
| Bamberger (5º)                  | Dinamo SassariFEC (2º) | Saragozza (4º)         | Bandırma B.İ.K. (8º)   |
| Secondo turno di qualificazione |                        |                        |                        |
| Anversa Giants (2º)             | Ventspils (2º)         | Mornar Bar (2º)        | Nižnij Novgorod (8°)   |
| Telekom Bonn (7º)               | Lietkabelis (4º)       | Pierniki Toruń (2º)    | S.P. Burgos (11º)      |
| Primo turno di qualificazione   |                        |                        |                        |
| Kapfenberg Bulls (1º)           | Bakken Bears (1º)      | Legia Varsavia (8º)    | Södertälje (1º)        |
| Cmoki Minsk (1º)                | Kauhajoen Karhu (1º)   | Benfica (2°)           | Fribourg Olympic (1º)  |
| Balkan Botevgrad (1º)           | Pristina (1º)          | CSM Oradea (1º)        | Kyiv-Basket (2º)       |
| Keravnos (1º)                   | Donar Groningen (2º)   | Inter Bratislava (1º)  | Falco Szombathely (1°) |

## Date
| Fase              | Turno                           | Data sorteggio   | Gara-1                 | Gara-2              | Gara-3              |
| ----------------- | ------------------------------- | ---------------- | ---------------------- | ------------------- | ------------------- |
| Preliminari       | Primo turno di qualificazione   | 4 luglio 2019    | 17 settembre 2019      | 20 settembre 2019   | non presente        |
| Preliminari       | Secondo turno di qualificazione | 4 luglio 2019    | 26 settembre 2019      | 29 settembre 2019   | non presente        |
| Stagione regolare | 1ª giornata                     | 4 luglio 2019    | 15–16 ottobre 2019     | 15–16 ottobre 2019  | 15–16 ottobre 2019  |
| Stagione regolare | 2ª giornata                     | 4 luglio 2019    | 22–23 ottobre 2019     | 22–23 ottobre 2019  | 22–23 ottobre 2019  |
| Stagione regolare | 3ª giornata                     | 4 luglio 2019    | 29–30 ottobre 2019     | 29–30 ottobre 2019  | 29–30 ottobre 2019  |
| Stagione regolare | 4ª giornata                     | 4 luglio 2019    | 5–6 novembre 2019      | 5–6 novembre 2019   | 5–6 novembre 2019   |
| Stagione regolare | 5ª giornata                     | 4 luglio 2019    | 12–13 novembre 2019    | 12–13 novembre 2019 | 12–13 novembre 2019 |
| Stagione regolare | 6ª giornata                     | 4 luglio 2019    | 19–20 novembre 2019    | 19–20 novembre 2019 | 19–20 novembre 2019 |
| Stagione regolare | 7ª giornata                     | 4 luglio 2019    | 3–4 dicembre 2019      | 3–4 dicembre 2019   | 3–4 dicembre 2019   |
| Stagione regolare | 8ª giornata                     | 4 luglio 2019    | 10–11 dicembre 2019    | 10–11 dicembre 2019 | 10–11 dicembre 2019 |
| Stagione regolare | 9ª giornata                     | 4 luglio 2019    | 17–18 dicembre 2019    | 17–18 dicembre 2019 | 17–18 dicembre 2019 |
| Stagione regolare | 10ª giornata                    | 4 luglio 2019    | 7–8 gennaio 2020       | 7–8 gennaio 2020    | 7–8 gennaio 2020    |
| Stagione regolare | 11ª giornata                    | 4 luglio 2019    | 14–15 gennaio 2020     | 14–15 gennaio 2020  | 14–15 gennaio 2020  |
| Stagione regolare | 12ª giornata                    | 4 luglio 2019    | 21–22 gennaio 2020     | 21–22 gennaio 2020  | 21–22 gennaio 2020  |
| Stagione regolare | 13ª giornata                    | 4 luglio 2019    | 28–29 gennaio 2020     | 28–29 gennaio 2020  | 28–29 gennaio 2020  |
| Stagione regolare | 14ª giornata                    | 4 luglio 2019    | 4–5 febbraio 2020      | 4–5 febbraio 2020   | 4–5 febbraio 2020   |
| Play-off          | Ottavi di finale                |                  | 3–4 marzo 2020         | 10–11 marzo 2020    | 17–18 marzo 2020    |
| Play-off          | Quarti di finale                | 24–25 marzo 2020 | 31 marzo–1 aprile 2020 | 7–8 aprile 2020     |                     |
| Final Four        | Semifinali                      |                  | 1 maggio 2020          | 1 maggio 2020       | 1 maggio 2020       |
| Final Four        | Finale                          | 3 maggio 2020    | 3 maggio 2020          | 3 maggio 2020       |                     |

## Preliminari

### Sorteggio
Le 16 squadre partecipanti al primo turno di qualificazione sono state divise in due fasce: teste di serie e non. Le squadre testa di serie hanno disputato il ritorno in casa.
| Cmoki Minsk      |
| Balkan Botevgrad |
| Bakken Bears     |
| Donar Groningen  |
| Legia Varsavia   |
| CSM Oradea       |
| Fribourg Olympic |
| Kyiv-Basket      |

| Kapfenberg Bulls  |
| Keravnos          |
| Kauhajoen Karhu   |
| Pristina          |
| Benfica           |
| Inter Bratislava  |
| Södertälje        |
| Falco Szombathely |

### Primo turno di qualificazione
16 squadre si sono sfidate nel primo turno di qualificazione in due sfide di andata e ritorno. L'andata si è disputata il 17 settembre, mentre il ritorno il 20 settembre 2019. 
| Squadra 1         | Totale  | Squadra 2        | Andata | Ritorno |
| ----------------- | ------- | ---------------- | ------ | ------- |
| Inter Bratislava  | 132–156 | Fribourg Olympic | 82–67  | 50–89   |
| Kauhajoen Karhu   | 160–154 | Cmoki Minsk      | 93–86  | 67–68   |
| Södertälje        | 153–146 | Balkan Botevgrad | 79–64  | 74–82   |
| Kapfenberg Bulls  | 129–139 | Kyiv-Basket      | 66–66  | 63–73   |
| Falco Szombathely | 161–158 | CSM Oradea       | 71–62  | 90–96   |
| Pristina          | 162–166 | Legia Varsavia   | 79–81  | 83–85   |
| Benfica           | 161–141 | Donar Groningen  | 95–65  | 66–76   |
| Keravnos          | 180–164 | Bakken Bears     | 86–95  | 94–69   |

### Secondo turno di qualificazione
16 squadre si sfidano nel secondo turno di qualificazione, anch'esse in due sfide di andata e ritorno. Le 8 squadre vincenti del primo turno sfidano le 8 entranti al secondo turno, con queste ultime che giocano il ritorno in casa. L'andata si disputa il 26 settembre, mentre il ritorno il 29 settembre 2019. 
| Squadra 1         | Totale  | Squadra 2       | Andata | Ritorno |
| ----------------- | ------- | --------------- | ------ | ------- |
| Keravnos          | 137-148 | Lietkabelis     | 55-71  | 82-77   |
| Benfica           | 150-167 | Mornar Bar      | 68-96  | 82-71   |
| Kauhajoen Karhu   | 151-152 | Pierniki Toruń  | 93-82  | 58-70   |
| Falco Szombathely | 148-124 | Ventspils       | 75-69  | 73-55   |
| Södertälje        | 133-150 | Anversa Giants  | 60-82  | 73-68   |
| Kyiv-Basket       | 145-182 | S.P. Burgos     | 83-86  | 62-96   |
| Legia Varsavia    | 124-152 | Nižnij Novgorod | 61-74  | 63-78   |
| Fribourg Olympic  | 138-160 | Telekom Bonn    | 66-80  | 72-80   |

## Fase a gironi
Un totale di 32 squadre giocano la fase a gironi: 24 squadre con accesso diretto ad essa e le otto vincitrici del secondo turno di qualificazione. La stagione regolare inizierà l'8 ottobre 2019 e terminerà il 5 febbraio 2020.
Le 32 squadre sono divise in quattro gruppi da otto, con la restrizione che le squadre dello stesso paese non possono finire nello stesso girone. In ciascun gruppo, le squadre si sfidano con match di andata e ritorno in un girone all'italiana. Le migliori quattro squadre di ogni gruppo accedono alla Top 16 ad eliminazione diretta.

### Sorteggio
Il sorteggio è stato effettuato il 4 luglio 2019. Delle 24 squadre con accesso diretto alla fase a gironi, 12 sono state considerate teste di serie. Ogni gruppo presenta tre teste di serie e squadre dello stesso Paese non possono essere inserite nello stesso girone. Il sorteggio ha previsto già l'accoppiamento di ogni singolo incontro del secondo turno di qualificazione a uno spot rimanente della fase a girone (due per gruppo).
| Ostenda        | Dinamo Sassari    |
| Strasburgo     | Neptūnas Klaipėda |
| Bamberger      | Nymburk           |
| AEK Atene      | Canarias Tenerife |
| PAOK Salonicco | Bandırma B.İ.K.   |
| H. Gerusalemme | Beşiktaş          |

### Risultati e classifiche
| Qualificata Ottavi |

#### Gruppo A
|    | Squadra        | P.ti | G  | V  | P  | PF   | PS   | DP   | SD  |
| -- | -------------- | ---- | -- | -- | -- | ---- | ---- | ---- | --- |
| 1. | Türk Telekom   | 25   | 14 | 11 | 3  | 1173 | 1075 | +98  | +5  |
| 2. | Dinamo Sassari | 25   | 14 | 11 | 3  | 1181 | 1088 | +93  | -5  |
| 3. | Ostenda        | 22   | 14 | 8  | 6  | 1079 | 1085 | -26  |     |
| 4. | Lietkabelis    | 21   | 14 | 7  | 7  | 1079 | 1077 | +2   | +10 |
| 5. | Manresa        | 21   | 14 | 7  | 7  | 1095 | 1069 | +26  | -10 |
| 6. | Hapoel Holon   | 20   | 14 | 6  | 8  | 1164 | 1170 | -6   |     |
| 7. | Strasburgo     | 18   | 14 | 4  | 10 | 1082 | 1155 | -73  |     |
| 8. | Pierniki Toruń | 16   | 14 | 2  | 12 | 1231 | 1345 | -114 |     |

|                | HOL     | LIE   | MAN     | OST   | SAS    | STR    | TOR     | TUR   |
| -------------- | ------- | ----- | ------- | ----- | ------ | ------ | ------- | ----- |
| Hapoel Holon   | —       | 68–69 | 90–88   | 58–59 | 92–94  | 101–94 | 99–86   | 79–82 |
| Lietkabelis    | 78–72   | —     | 77–61   | 68–76 | 82–86  | 82–69  | 98–83   | 77–91 |
| Manresa        | 65–67   | 76–70 | —       | 85–58 | 61–64  | 92–68  | 85–81   | 80–75 |
| Ostenda        | 101–86  | 80–66 | 85–72   | —     | 88–82  | 64–71  | 105–103 | 67–85 |
| Dinamo Sassari | 83–73   | 79–78 | 73–74   | 90–71 | —      | 90–67  | 91–71   | 92–89 |
| Strasburgo     | 81–86   | 63–66 | 81–63   | 77–64 | 83–88  | —      | 75–97   | 89–90 |
| Pierniki Toruń | 105–122 | 81–85 | 102–121 | 70–75 | 95–113 | 97–81  | —       | 73–95 |
| Türk Telekom   | 85–71   | 92–83 | 78–72   | 72–66 | 64–56  | 75–83  | 100–87  | —     |

#### Gruppo B
|    | Squadra         | P.ti | G  | V  | P  | PF   | PS   | DP   | SD |
| -- | --------------- | ---- | -- | -- | -- | ---- | ---- | ---- | -- |
| 1. | H. Gerusalemme  | 25   | 14 | 11 | 3  | 1254 | 1151 | +103 |    |
| 2. | AEK Atene       | 23   | 14 | 9  | 5  | 1093 | 1039 | +54  |    |
| 3. | S.P. Burgos     | 22   | 14 | 8  | 6  | 1203 | 1132 | +71  | +5 |
| 4. | Bandırma B.İ.K. | 22   | 14 | 8  | 6  | 1149 | 1111 | +38  | -5 |
| 5. | RASTA Vechta    | 20   | 14 | 6  | 8  | 1135 | 1166 | -31  |    |
| 6. | Włocławek       | 19   | 14 | 5  | 9  | 1212 | 1279 | -67  | 0  |
| 7. | Pau-Lacq-Orthez | 19   | 14 | 5  | 9  | 1087 | 1171 | -84  | 0  |
| 8. | Anversa Giants  | 18   | 14 | 4  | 10 | 1026 | 1110 | -84  |    |

|                 | AEK   | ANV   | BAN   | BUR    | GER     | PAU    | VEC    | WLO    |
| --------------- | ----- | ----- | ----- | ------ | ------- | ------ | ------ | ------ |
| AEK Atene       | —     | 62–51 | 84–96 | 74–66  | 91–78   | 102–82 | 75–79  | 83–72  |
| Anversa Giants  | 73–61 | —     | 93–90 | 60–65  | 73–88   | 74–69  | 74–81  | 99–87  |
| Bandırma B.İ.K. | 50–68 | 89–81 | —     | 84–81  | 69–73   | 81–66  | 82–70  | 86–87  |
| S.P. Burgos     | 93–76 | 90–76 | 92–84 | —      | 91–84   | 78–82  | 87–71  | 110–78 |
| H. Gerusalemme  | 85–78 | 94–72 | 83–72 | 96–91  | —       | 98–76  | 98–87  | 112–94 |
| Pau-Lacq-Orthez | 67–79 | 75–57 | 76–96 | 80–76  | 81–75   | —      | 75–90  | 85–77  |
| RASTA Vechta    | 70–81 | 79–72 | 73–81 | 87–93  | 74–83   | 93–86  | —      | 89–76  |
| Włocławek       | 77–79 | 80–71 | 84–89 | 100–90 | 102–107 | 95–87  | 103–92 | —      |

#### Gruppo C
|    | Squadra           | P.ti | G  | V  | P  | PF   | PS   | DP   | SD |
| -- | ----------------- | ---- | -- | -- | -- | ---- | ---- | ---- | -- |
| 1. | Nymburk           | 26   | 14 | 12 | 2  | 1147 | 1014 | +133 |    |
| 2. | Canarias Tenerife | 25   | 14 | 11 | 3  | 1134 | 973  | +161 |    |
| 3. | Nižnij Novgorod   | 23   | 14 | 9  | 5  | 1073 | 1042 | +31  |    |
| 4. | Peristeri         | 22   | 14 | 8  | 6  | 1027 | 1026 | +1   |    |
| 5. | Bamberger         | 21   | 14 | 7  | 7  | 1076 | 1057 | +19  |    |
| 6. | Gaziantep BŞB     | 18   | 14 | 4  | 10 | 1040 | 1117 | -77  | 0  |
| 7. | Mornar Bar        | 18   | 14 | 4  | 10 | 1059 | 1157 | -98  | 0  |
| 8. | VEF Rīga          | 15   | 14 | 1  | 13 | 997  | 1167 | -170 |    |

|                   | BRO   | CAN   | GAZ   | MOR   | NOV   | NYM   | PER   | RIG    |
| ----------------- | ----- | ----- | ----- | ----- | ----- | ----- | ----- | ------ |
| Bamberger         | —     | 98–96 | 86–81 | 81–76 | 58–73 | 80–84 | 72–69 | 91–53  |
| Canarias Tenerife | 82–64 | —     | 69–67 | 91–61 | 81–67 | 84–89 | 72–68 | 92–59  |
| Gaziantep BŞB     | 66–76 | 65–88 | —     | 86–79 | 79–76 | 69–79 | 64–70 | 86–79  |
| Mornar Bar        | 77–73 | 74–81 | 84–77 | —     | 87–66 | 66–98 | 65–73 | 106–99 |
| Nižnij Novgorod   | 76–75 | 75–72 | 89–64 | 89–69 | —     | 73–82 | 82–76 | 90–78  |
| Nymburk           | 91–71 | 68–78 | 74–72 | 91–74 | 76–72 | —     | 84–72 | 75–56  |
| Peristeri         | 78–75 | 54–80 | 87–79 | 72–67 | 71–74 | 75–65 | —     | 91–83  |
| VEF Rīga          | 55–76 | 64–68 | 81–85 | 80–74 | 74–81 | 72–91 | 64–71 | —      |

#### Gruppo D
|    | Squadra           | P.ti | G  | V  | P | PF   | PS   | DP  | SD  |
| -- | ----------------- | ---- | -- | -- | - | ---- | ---- | --- | --- |
| 1. | Saragozza         | 24   | 14 | 10 | 4 | 1136 | 1094 | +42 |     |
| 2. | Digione           | 23   | 14 | 9  | 5 | 1159 | 1069 | +90 |     |
| 3. | Telekom Bonn      | 22   | 14 | 8  | 6 | 1143 | 1146 | -3  |     |
| 4. | Beşiktaş          | 21   | 14 | 7  | 7 | 1068 | 1079 | -11 |     |
| 5. | Falco Szombathely | 20   | 14 | 6  | 8 | 1115 | 1109 | +6  | +20 |
| 6. | Neptūnas Klaipėda | 20   | 14 | 6  | 8 | 1137 | 1166 | -29 | -20 |
| 7. | PAOK Salonicco    | 19   | 14 | 5  | 9 | 1143 | 1186 | -43 | +2  |
| 8. | N.B. Brindisi     | 19   | 14 | 5  | 9 | 1203 | 1255 | -52 | -2  |

|                   | BES   | BON    | BRI    | FAL   | DIG   | NEP   | PAO   | SAR    |
| ----------------- | ----- | ------ | ------ | ----- | ----- | ----- | ----- | ------ |
| Beşiktaş          | —     | 80–76  | 96–67  | 74–49 | 65–98 | 76–69 | 98–83 | 73–74  |
| Telekom Bonn      | 86–82 | —      | 101–93 | 91–77 | 83–72 | 97–85 | 83–85 | 85–71  |
| N.B. Brindisi     | 84–72 | 76–75  | —      | 98–92 | 88–93 | 96–82 | 93–91 | 91–93  |
| Falco Szombathely | 79–83 | 91–59  | 93–83  | —     | 82–81 | 97–73 | 76–66 | 70–77  |
| Digione           | 88–47 | 66–78  | 95–79  | 87–68 | —     | 92–71 | 81–76 | 73–105 |
| Neptūnas Klaipėda | 86–80 | 93–68  | 81–71  | 87–83 | 75–89 | —     | 80–86 | 91–73  |
| PAOK Salonicco    | 60–69 | 103–84 | 95–91  | 80–89 | 77–84 | 72–94 | —     | 93–78  |
| Saragozza         | 80–73 | 72–77  | 96–93  | 70–69 | 75–60 | 86–70 | 86–76 | —      |

## Fase ad eliminazione diretta

### Squadre classificate e sorteggio
Il sorteggio è stato effettuato il 18 febbraio 2020 presso la Patrick Baumann House of Basketball a Mies, Svizzera. 
| Teste di serie | Non teste di serie |

| Gruppo | Primo posto    | Secondo posto     | Terzo posto     | Quarto posto    |
| ------ | -------------- | ----------------- | --------------- | --------------- |
| A      | Türk Telekom   | Dinamo Sassari    | Ostenda         | Lietkabelis     |
| B      | H. Gerusalemme | AEK Atene         | S.P. Burgos     | Bandırma B.İ.K. |
| C      | Nymburk        | Canarias Tenerife | Nižnij Novgorod | Peristeri       |
| D      | Saragozza      | Digione           | Telekom Bonn    | Beşiktaş        |

### Tabellone
|  | Ottavi di finale  | Ottavi di finale  | Ottavi di finale | Ottavi di finale |                |    | Quarti di finale | Quarti di finale | Quarti di finale | Quarti di finale |
|  |                   |                   |                  |                  |                |    |                  |                  |                  |                  |
|  | Saragozza         | 76                | 90               |                  |                |    |                  |                  |                  |                  |
|  | Lietkabelis       | 67                | 88               |                  |                |    |                  |                  |                  |                  |
|  | Lietkabelis       | 67                | 88               |                  | Saragozza      | -  | -                | -                |                  |                  |
|  |                   |                   |                  |                  | Saragozza      | -  | -                | -                |                  |                  |
|  |                   | Canarias Tenerife | -                | -                | -              |    |                  |                  |                  |                  |
|  | Canarias Tenerife | Canarias Tenerife | -                | -                | -              | 85 | 69               | 62               |                  |                  |
|  | Canarias Tenerife |                   |                  |                  |                | 85 | 69               | 62               |                  |                  |
|  | Ostenda           | 75                | 75               | 54               |                |    |                  |                  |                  |                  |
|  |                   |                   |                  |                  |                |    |                  |                  |                  |                  |
|  | Nymburk           | 92                | 86               |                  |                |    |                  |                  |                  |                  |
|  | Bandırma B.İ.K.   | 70                | 72               |                  |                |    |                  |                  |                  |                  |
|  | Bandırma B.İ.K.   | 70                | 72               |                  | Nymburk        | -  | -                | -                |                  |                  |
|  |                   |                   |                  |                  | Nymburk        | -  | -                | -                |                  |                  |
|  |                   | AEK Atene         | -                | -                | -              |    |                  |                  |                  |                  |
|  | AEK Atene         | AEK Atene         | -                | -                | -              | 92 | 90               |                  |                  |                  |
|  | AEK Atene         |                   |                  |                  |                | 92 | 90               |                  |                  |                  |
|  | Telekom Bonn      | 85                | 86               |                  |                |    |                  |                  |                  |                  |
|  |                   |                   |                  |                  |                |    |                  |                  |                  |                  |
|  | Türk Telekom      | 89                | 84               |                  |                |    |                  |                  |                  |                  |
|  | Beşiktaş          | 78                | 66               |                  |                |    |                  |                  |                  |                  |
|  | Beşiktaş          | 78                | 66               |                  | Türk Telekom   | -  | -                | -                |                  |                  |
|  |                   |                   |                  |                  | Türk Telekom   | -  | -                | -                |                  |                  |
|  |                   | Digione           | -                | -                | -              |    |                  |                  |                  |                  |
|  | Digione           | Digione           | -                | -                | -              | 88 | 79               | 75               |                  |                  |
|  | Digione           |                   |                  |                  |                | 88 | 79               | 75               |                  |                  |
|  | Nižnij Novgorod   | 73                | 88               | 67               |                |    |                  |                  |                  |                  |
|  |                   |                   |                  |                  |                |    |                  |                  |                  |                  |
|  | H. Gerusalemme    | 91                | 79               |                  |                |    |                  |                  |                  |                  |
|  | Peristeri         | 78                | 73               |                  |                |    |                  |                  |                  |                  |
|  | Peristeri         | 78                | 73               |                  | H. Gerusalemme | -  | -                | -                |                  |                  |
|  |                   |                   |                  |                  | H. Gerusalemme | -  | -                | -                |                  |                  |
|  |                   | S.P. Burgos       | -                | -                | -              |    |                  |                  |                  |                  |
|  | Dinamo Sassari    | S.P. Burgos       | -                | -                | -              | 81 | 80               |                  |                  |                  |
|  | Dinamo Sassari    |                   |                  |                  |                | 81 | 80               |                  |                  |                  |
|  | S.P. Burgos       | 84                | 95               |                  |                |    |                  |                  |                  |                  |

### Ottavi di finale
| Squadra 1         | Totale | Squadra 2       | Gara 1  | Gara 2  | Gara 3  |
| ----------------- | ------ | --------------- | ------- | ------- | ------- |
| Saragozza         | 2 - 0  | Lietkabelis     | 76 - 67 | 90 - 88 |         |
| Canarias Tenerife | 2 - 1  | Ostenda         | 85 - 75 | 69 - 75 | 62 - 54 |
| Nymburk           | 2 - 0  | Bandırma B.İ.K. | 92 - 70 | 86 - 72 |         |
| AEK Atene         | 2 - 0  | Telekom Bonn    | 92 - 85 | 90 - 86 |         |
| Türk Telekom      | 2 - 0  | Beşiktaş        | 89 - 78 | 84 - 66 |         |
| Digione           | 2 - 1  | Nižnij Novgorod | 88 - 73 | 79 - 88 | 75 - 67 |
| H. Gerusalemme    | 2 - 0  | Peristeri       | 91 - 78 | 79 - 73 |         |
| Dinamo Sassari    | 0 - 2  | S.P. Burgos     | 81 - 84 | 80 - 95 |         |

### Final Eight
In seguito all'emergenza dovuta alla pandemia di COVID-19, a causa dell'interruzione di tutte le attività sportive in Europa nella primavera del 2020, la FIBA il 31 marzo decise di modificare in corso la formula istituendo una Final Eight con ogni turno in gara secca da disputare dal 30 settembre al 4 ottobre 2020.
|  | Quarti di finale  | Quarti di finale |           |         | Semifinali                | Semifinali                |  |  | Finale | Finale |
|  |                   |                  |           |         |                           |                           |  |  |        |        |
|  |                   |                  |           |         |                           |                           |  |  |        |        |
|  |                   |                  |           |         |                           |                           |  |  |        |        |
|  | Saragozza         | 87               |           |         |                           |                           |  |  |        |        |
|  | Saragozza         | 87               |           |         |                           |                           |  |  |        |        |
|  | Canarias Tenerife | 81               |           |         |                           |                           |  |  |        |        |
|  | Canarias Tenerife | 81               | Saragozza | 75      |                           |                           |  |  |        |        |
|  |                   |                  | Saragozza | 75      |                           |                           |  |  |        |        |
|  |                   | AEK Atene        | 99        |         |                           |                           |  |  |        |        |
|  | Nymburk           | AEK Atene        | 99        | 82      |                           |                           |  |  |        |        |
|  | Nymburk           |                  |           | 82      |                           |                           |  |  |        |        |
|  | AEK Atene         | 94               |           |         |                           |                           |  |  |        |        |
|  | AEK Atene         | 94               | AEK Atene | 74      |                           |                           |  |  |        |        |
|  |                   |                  | AEK Atene | 74      |                           |                           |  |  |        |        |
|  |                   | S.P. Burgos      | 85        |         |                           |                           |  |  |        |        |
|  | Türk Telekom      | S.P. Burgos      | 85        | 82      |                           |                           |  |  |        |        |
|  | Türk Telekom      |                  |           | 82      |                           |                           |  |  |        |        |
|  | Digione           | 83               |           |         |                           |                           |  |  |        |        |
|  | Digione           | 83               | Digione   | 67      | Finale per il terzo posto | Finale per il terzo posto |  |  |        |        |
|  |                   |                  | Digione   | 67      | Finale per il terzo posto | Finale per il terzo posto |  |  |        |        |
|  |                   | S.P. Burgos      | 81        |         |                           |                           |  |  |        |        |
|  | H. Gerusalemme    | S.P. Burgos      | 81        | 65      | Saragozza                 | 65                        |  |  |        |        |
|  | H. Gerusalemme    |                  |           | 65      | Saragozza                 | 65                        |  |  |        |        |
|  | S.P. Burgos       | 92               |           | Digione | 70                        |                           |  |  |        |        |
|  | S.P. Burgos       | 92               |           |         | 70                        |                           |  |  |        |        |
|  |                   |                  |           |         |                           |                           |  |  |        |        |
|  |                   |                  |           |         |                           |                           |  |  |        |        |

#### Finali

##### Finale 3º/4º posto
| Arbitri: | Aleksandar Glišić Saverio Lanzarini Mārtiņš Kozlovskis |

|                   |            |              |
| Holston 20        | Punti      | 16 Thompson  |
| Holston, Julien 6 | Assist     | 5 San Miguel |
| Vanwijn 9         | Rimbalzi   | 8 Thompson   |
| Laurent Legname   | Allenatori | Diego Ocampo |

| Quintetto titolare | Quintetto titolare | Quintetto titolare | Pt   | Rim  | Ass  |
| ------------------ | ------------------ | ------------------ | ---- | ---- | ---- |
| G                  | 3                  | Chase Simon        | 11   | 3    | 0    |
| AG                 | 9                  | Hans Vanwijn       | 11   | 9    | 1    |
| AC                 | 10                 | Jacques Alingue    | 4    | 7    | 1    |
| P                  | 11                 | David Holston      | 20   | 5    | 6    |
| P                  | 83                 | Axel Julien        | 6    | 1    | 6    |
| Panchina:          |                    |                    |      |      |      |
| G                  | 2                  | Jaron Johnson      | 5    | 2    | 0    |
| PG                 | 5                  | Antoine Rojewski   | n.e. | n.e. | n.e. |
| P                  | 6                  | Robin Ducoté       | n.e. | n.e. | n.e. |
| AG                 | 21                 | Abdoulaye Loum     | 0    | 1    | 1    |
| C                  | 22                 | Alexandre Chassang | 9    | 5    | 1    |
| AP                 | 24                 | Charles Galliou    | 4    | 2    | 1    |
| Allenatore:        |                    |                    |      |      |      |
| Laurent Legname    |                    |                    |      |      |      |

| JDA Dijon |  | Casademont Zaragoza |

| Digione       | Statistiche        | Saragozza     |
| ------------- | ------------------ | ------------- |
|               | Statistiche        |               |
| 19/36 (43.5%) | Tiro da 2          | 15/32 (46.9%) |
| 8/26 (30.8%)  | Tiro da 3          | 6/28 (21.4%)  |
| 8/12 (66.7%)  | Tiri liberi        | 17/21 (81.0%) |
| 7             | Rimbalzi offensivi | 13            |
| 29            | Rimbalzi difensivi | 29            |
| 36            | Rimbalzi totali    | 42            |
| 17            | Assist             | 21            |
| 13            | Palle perse        | 17            |
| 10            | Palle rubate       | 15            |
| 2             | Stoppate           | 1             |
| 22            | Falli              | 17            |

| Quintetto titolare | Quintetto titolare | Quintetto titolare | Pt   | Rim  | Ass  |
| ------------------ | ------------------ | ------------------ | ---- | ---- | ---- |
| AP                 | 9                  | Nicolás Brussino   | 14   | 7    | 4    |
| A                  | 12                 | Robin Benzing      | 8    | 5    | 3    |
| P                  | 21                 | Rodrigo San Miguel | 3    | 2    | 5    |
| P                  | 31                 | Dylan Ennis        | 15   | 4    | 0    |
| C                  | 32                 | Tryggvi Hlinason   | 0    | 0    | 0    |
| Panchina:          |                    |                    |      |      |      |
| A                  | 7                  | Jonathan Barreiro  | 2    | 2    | 3    |
| G                  | 8                  | D.J. Seeley        | 2    | 2    | 3    |
| C                  | 10                 | Jaime Fernández    | n.e. | n.e. | n.e. |
| AG                 | 15                 | Sagaba Konate      | 2    | 2    | 0    |
| P                  | 17                 | Josep Fermi        | n.e. | n.e. | n.e. |
| AC                 | 33                 | Jason Thompson     | 16   | 8    | 3    |
| P                  | 44                 | Javier García      | 3    | 1    | 0    |
| Allenatore:        |                    |                    |      |      |      |
| Diego Ocampo       |                    |                    |      |      |      |

#### Finale
| Arbitri: | Manuel Mazzoni Yohan Rosso Eddie Viator |

|                |            |                     |
| McFadden 18    | Punti      | 17 Rice             |
| McFadden 5     | Assist     | 5 Gkikas            |
| Kravić 11      | Rimbalzi   | 7 Moreira           |
| Joan Peñarroya | Allenatori | Īlias Papatheodōrou |

| Quintetto titolare | Quintetto titolare | Quintetto titolare | Pt   | Rim  | Ass  |
| ------------------ | ------------------ | ------------------ | ---- | ---- | ---- |
| C                  | 1                  | Dejan Kravić       | 1    | 11   | 0    |
| G                  | 8                  | Vítor Alves Benite | 11   | 1    | 3    |
| AG                 | 14                 | Jasiel Rivero      | 2    | 4    | 0    |
| AP                 | 22                 | Xavi Rabaseda      | 5    | 0    | 1    |
| P                  | 32                 | Alex Renfroe       | 11   | 4    | 1    |
| Panchina:          |                    |                    |      |      |      |
| G                  | 0                  | Kareem Queeley     | n.e. | n.e. | n.e. |
| GA                 | 9                  | Álex Barrera       | n.e. | n.e. | n.e. |
| AP                 | 11                 | Miquel Salvó       | 12   | 3    | 2    |
| G                  | 12                 | Thaddus McFadden   | 18   | 6    | 5    |
| C                  | 18                 | Jordan Sakho       | 2    | 3    | 1    |
| P                  | 20                 | Omar Cook          | 15   | 2    | 4    |
| A                  | 30                 | Ken Horton         | 8    | 3    | 0    |
| Allenatore:        |                    |                    |      |      |      |
| Joan Peñarroya     |                    |                    |      |      |      |

| Hereda San Pablo Burgos |  | AEK |

| San Pablo Burgos | Statistiche        | AEK           |
| ---------------- | ------------------ | ------------- |
|                  | Statistiche        |               |
| 14/26 (53.8%)    | Tiro da 2          | 18/37 (48.6%) |
| 17/35 (48.6%)    | Tiro da 3          | 10/29 (34.5%) |
| 6/11 (54.5%)     | Tiri liberi        | 8/11 (72.7%)  |
| 11               | Rimbalzi offensivi | 6             |
| 30               | Rimbalzi difensivi | 21            |
| 41               | Rimbalzi totali    | 27            |
| 17               | Assist             | 13            |
| 16               | Palle perse        | 8             |
| 6                | Palle rubate       | 9             |
| 1                | Stoppate           | 1             |
| 17               | Falli              | 18            |

| Vincitrice Basketball Champions League 2019-2020 |
| ------------------------------------------------ |
| S.P. Burgos 1º titolo                            |

| Quintetto titolare  | Quintetto titolare | Quintetto titolare   | Pt   | Rim  | Ass  |
| ------------------- | ------------------ | -------------------- | ---- | ---- | ---- |
| C                   | 2                  | Yanick Moreira       | 5    | 7    | 0    |
| G                   | 5                  | Keith Langford       | 11   | 4    | 1    |
| A                   | 11                 | Vladimir Janković    | 1    | 1    | 2    |
| AG                  | 15                 | Linos Chrysikopoulos | 8    | 2    | 0    |
| P                   | 20                 | Nikos Gkikas         | 5    | 2    | 5    |
| Panchina:           |                    |                      |      |      |      |
| P                   | 4                  | Tyrese Rice          | 17   | 0    | 4    |
| A                   | 8                  | Jonas Mačiulis       | 6    | 3    | 0    |
| PG                  | 16                 | Nikos Zīsīs          | 4    | 0    | 0    |
| AP                  | 24                 | Matt Lojeski         | 9    | 0    | 0    |
| GA                  | 27                 | Nikos Rogkavopoulos  | 0    | 2    | 0    |
| AC                  | 42                 | Darion Atkins        | n.e. | n.e. | n.e. |
| C                   | 44                 | Marcus Slaughter     | 8    | 2    | 1    |
| Allenatore:         |                    |                      |      |      |      |
| Īlias Papatheodōrou |                    |                      |      |      |      |

## Premi

### MVP di giornata
Gironi
| Turno | Giocatore          | Squadra           | VAL |
| ----- | ------------------ | ----------------- | --- |
| 1     | Dyshawn Pierre     | Dinamo Sassari    | 35  |
| 2     | Adrian Banks       | N.B. Brindisi     | 27  |
| 3     | James Feldeine     | H. Gerusalemme    | 27  |
| 4     | Nicolas de Jong    | Pau-Lacq-Orthez   | 30  |
| 5     | Kyle Wiltjer       | Türk Telekom      | 33  |
| 6     | Adam Smith         | PAOK Salonicco    | 28  |
| 7     | Zoltán Perl        | Falco Szombathely | 26  |
| 8     | Brandon Brown      | Nižnij Novgorod   | 28  |
| 9     | Howard Sant-Roos   | AEK Atene         | 25  |
| 10    | TaShawn Thomas     | H. Gerusalemme    | 32  |
| 11    | J'Covan Brown      | H. Gerusalemme    | 31  |
| 12    | Robin Benzing      | Saragozza         | 30  |
| 13    | TaShawn Thomas (2) | H. Gerusalemme    | 38  |
| 14    | Earl Clark         | S.P. Burgos       | 28  |

Fase finale
| Turno  | Giocatore | Squadra | VAL |
| ------ | --------- | ------- | --- |
| Ottavi |           |         |     |

### Quintetti ideali
- Basketball Champions League Star Lineup:
  -  Marcelinho Huertas (  Canarias Tenerife )
  -  Keith Langford (  AEK Atene )
  -  Vojtěch Hruban (  Nymburk )
  -  TaShawn Thomas (  H. Gerusalemme )
  -  Giorgi Shermadini (  Canarias Tenerife )
- Basketball Champions League Second Best Team:
  -  Dylan Ennis  (  Saragozza )
  -  Vítor Benite (  S.P. Burgos )
  -  Kyle Wiltjer (  Türk Telekom )
  -  Dyshawn Pierre (  Dinamo Sassari )
  -  Moustapha Fall (  Türk Telekom )

### Riconoscimenti individuali
- Basketball Champions League MVP:  Keith Langford,  AEK Atene
- Basketball Champions League Final Four MVP:  Thaddus McFadden,  S.P. Burgos
- Basketball Champions League Best Young Player:  Carlos Alocén,  Saragozza
- Basketball Champions League Best Coach:  Oren Amiel,  Nymburk